# راس الدران (القفر)

تعديل مصدري - تعديل

راس الدران محلة تابعة لقرية المضابي، التابعة لعزلة بني ساوي بمديرية القفر إحدى مديريات محافظة إب في الجمهورية اليمنية، بلغ تعداد سكانها 52 حسب تعداد اليمن لعام 2004.